# مرعي العواجي
مرعي محمد العواجي هو حكم كرة قدم سعودي دولي بدء التحكيم في 2001 و نال الشارة الدولية في عام 2010 

## مباريات
- نهائي السوبر في بولندا
- نهائي كأس الأندية الخليجية
- نهائي كأس خادم الحرمين الشريفين للأندية الأبطال
- الاتحاد والهلال
- الأهلي والاتحاد
- النصر والاتحاد
- الأهلي والشباب